# كيث سيلفرستين
كيث سيلفرستين (Keith Silverstein) هو مؤدي أصوات أمريكي ولد في 24 ديسمبر 1970 في بلينفيلد, نيو جيرسي.

## أدواره في الأنمي

### مسلسلات أنمي تلفزيونية
- المقيم الأبدي - مانجي
- بليتش - ماباشي، كويوتي ستارك، تينسا زانغيتسو، تيسلا, زينّوسكي كوروماداني
- ماغي: The Labyrinth of Magic - مسرور، غولتاس
- كيكايشي - أستاذ كوروسو، غاغين
- دورارارا!! - توم تاناكا
- سورد آرت أونلاين - شوزو يوكي، كاغيموني
- بوسو رينكين - ماساشي دايهاما، ميتا
- إيوريكا سفن - ويليام بي باكستر
- كود غياس: لولوش الثائر - كيويل سوريسي، يوشيتاكا مينامي
- كود غياس: لولوش الثائر R2 - يوشيتاكا مينامي
- ناروتو - كيميمارو
- ناروتو شيبودن - كيميمارو، يورا
- ستيتش! - جانتو
- تنجن توبا جورين لاجان - ماكّين
- التنين الأزرق - الرائد لؤي
- حفيد نوراريهيون - زين، موكوغيو داروما، نوراريهيون (أيام الشباب)
- حفيد نوراريهيون: عاصمة العفاريت - زين، نوراريهيون (أيام الشباب)
- روزن ميدن - المحقق كن-كن
- روزن ميدن ترويمند - شيروساكي، شيطان لابلاس، المحقق كن-كن
- تايغر آند باني - كاين موريس، بومبيمان
- مغامرة جوجو الغريبة - روبرت إي أو سبيدواغون
- هنتر x هنتر (2011) - هيسوكا
- البدلة المتنقلة جاندام: أيتام الدم الحديدي - تشاد تشادان
- كيه - ميكوتو سوؤو
- فيوليت إيفرغاردن - ديتفريد بوغينفيليا
- بيستارز - غوهين
- برج الحاكم - كوردان، سوبر دوبر كينغ
- فيت/أبوكريفا - كاستر الأحمر
- ون بنتش مان - ديب سي كينغ
- الإكسورسيست الأزرق: ملك كيوتو الملوث - ياوزو شيما
- كذبتك في أبريل - كازاما

### أنمي الإنترنت
- ديفل مان: الطفل الباكي - كوكون
- سيلور مون كريستال - كينجي تسوكينو
- كينغان أشورا - يوهي باندو، كازوؤو ياماشيتا

### أوفا أنمي
- فانتوم: فانتوم ذي أنيميشن - ريجي أزوما/زفاي
- البدلة المتنقلة جاندام يونيكورن - فول فرونتال
- البدلة المتنقلة جاندام ذي أوريجين - شار أزنابل/إدوارد ماس

### أفلام أنمي
- فيلم بليتش: ذا دياموند داست ريبيليون, هيورينمارو آخر - سوجيرو كوساكا
- ناروتو شيبودن: الفيلم - سيتسونا
- ون بيس فيلم غولد - غيلدو تيزورو
- أكاديميتي للأبطال ذا موفي: البطلين - ولفرام
- البدلة المتنقلة جاندام ناريتيف - كواترو باجينا
- بلام! - ستيزو

## أدواره في الرسوم المتحركة
- سلاحف النينجا - كيربي أونيل
- ميراكيلوس: قصص الفتاة الدعسوقة والقط الأسود - هوك موث، غابرييل أغريست/المجمع، الأمير علي
- زاك ستورم - سكاليفار

## أدواره في ألعاب الفيديو
- دانغانرونبا: تريغر هابي هافوك - موندو أوادا
- تيلز أوف فيسبيريا - إفريت
- تيلز أوف غريسز - لامدا
- تيلز أوف إكسيليا - كلاين شاريل
- بيرسونا Q شادو أوف ذا لابيرينث - زين
- سونيك جينيريشنز - التمساح فيكتور
- غود إيتر بورست - غين موموتا
- ناروتو شيبودن: كيزونا درايف - يوميتو هيراساكا
- ناروتو شيبودن: ألتيميت نينجا ستورم ريفولوشن - كيميمارو
- ناروتو شيبودن: ألتيميت نينجا ستورم 4 - كيميمارو
- بيرسونا 5 - ماسايوشي شيدو
- بيرسونا 5 رويال - ماسايوشي شيدو
- ستريت فايتر V - غوكين
- أوفرواتش - توربيورن
- ميجا مان 11 - دكتور وايلي

## وصلات خارجية
- كيث سيلفرستين على موقع IMDb (الإنجليزية)
- كيث سيلفرستين على موقع ميوزك برينز (الإنجليزية)
- كيث سيلفرستين على موقع قاعدة بيانات الفيلم (الإنجليزية)
- كيث سيلفرستين على موقع ANN person (الإنجليزية)